# Major League Soccer (2012)
Major League Soccer w roku 2012 był siedemnastym sezonem tych rozgrywek. Po raz drugi z rzędu a czwarty w historii mistrzem MLS został klub Los Angeles Galaxy, natomiast wicemistrzem Houston Dynamo.

## Sezon zasadniczy

### Konferencja Wschodnia
| #   | Drużyna                | M  | Z  | R  | P  | Bramki | Punkty | Uwagi                                                       |
| --- | ---------------------- | -- | -- | -- | -- | ------ | ------ | ----------------------------------------------------------- |
| 1.  | Sporting Kansas City   | 34 | 18 | 9  | 7  | 42:27  | 63     | Play Off - Ćwierćfinał i Liga Mistrzów CONCACAF (2013/2014) |
| 2.  | D.C. United            | 34 | 17 | 7  | 10 | 53:43  | 58     | Play Off - Ćwierćfinał                                      |
| 3.  | New York Red Bulls     | 34 | 16 | 9  | 9  | 57:46  | 57     | Play Off - Ćwierćfinał                                      |
| 4.  | Chicago Fire           | 34 | 17 | 6  | 11 | 46:41  | 57     | Play Off - 1/8 finału                                       |
| 5.  | Houston Dynamo         | 34 | 14 | 11 | 9  | 48:41  | 53     | Play Off - 1/8 finału                                       |
| 6.  | Columbus Crew          | 34 | 15 | 7  | 12 | 44:44  | 52     |                                                             |
| 7.  | Montreal Impact        | 34 | 12 | 6  | 16 | 45:51  | 42     |                                                             |
| 8.  | Philadelphia Union     | 34 | 10 | 6  | 18 | 37:45  | 36     |                                                             |
| 9.  | New England Revolution | 34 | 9  | 8  | 17 | 39:44  | 35     |                                                             |
| 10. | Toronto FC             | 34 | 5  | 8  | 21 | 36:62  | 23     |                                                             |

### Konferencja Zachodnia
| #  | Drużyna                | M  | Z  | R  | P  | Bramki | Punkty | Uwagi                                                       |
| -- | ---------------------- | -- | -- | -- | -- | ------ | ------ | ----------------------------------------------------------- |
| 1. | San Jose Earthquakes   | 34 | 19 | 9  | 6  | 72:43  | 66     | Play Off - Ćwierćfinał i Liga Mistrzów CONCACAF (2013/2014) |
| 2. | Real Salt Lake         | 34 | 17 | 6  | 11 | 46:35  | 57     | Play Off - Ćwierćfinał                                      |
| 3. | Seattle Sounders FC    | 34 | 15 | 11 | 8  | 51:33  | 56     | Play Off - Ćwierćfinał                                      |
| 4. | Los Angeles Galaxy     | 34 | 16 | 6  | 12 | 59:47  | 54     | Play Off - 1/8 finału                                       |
| 5. | Vancouver Whitecaps FC | 34 | 11 | 10 | 13 | 35:41  | 43     | Play Off - 1/8 finału                                       |
| 6. | FC Dallas              | 34 | 9  | 12 | 13 | 42:47  | 39     |                                                             |
| 7. | Colorado Rapids        | 34 | 11 | 4  | 19 | 44:50  | 37     |                                                             |
| 8. | Portland Timbers       | 34 | 8  | 10 | 16 | 34:56  | 34     |                                                             |
| 9. | Chivas USA             | 34 | 7  | 9  | 18 | 24:58  | 30     |                                                             |

Aktualne na 8 kwietnia 2018. Źródło:
Zasady ustalania kolejności: 1. liczba zdobytych punktów; 2. różnica zdobytych bramek; 3. większa liczba zdobytych bramek.

## Play off
Ćwierćfinale i półfinale rozgrywano dwumecze, nie obowiązywała zasada bramek na wyjeździe. 1/8 finału i finał rozgrywano w formie pojedynczego meczu. Gdy rywalizacja w dwumeczu ćwierćfinałowym oraz półfinału jak i w meczach 1/8 finału oraz finałowym był remis, rozgrywano dogrywkę 2 x 15 minut.

### 1/8 finału
| 131 października 2012 | Chicago Fire                      | 1:2   | Houston Dynamo      |                                                                           |
| 20:00 CDT             | Alex Monteiro de Lima 83'         | (0:1) | 12', 46' Will Bruin | Toyota Park, Bridgeview, Illinois Widzów: 10 923 Sędzia: Baldomero Toledo |
| 20:00 CDT             | 67' Brad Davis · 90+1' Tally Hall | (0:1) |                     | Toyota Park, Bridgeview, Illinois Widzów: 10 923 Sędzia: Baldomero Toledo |

| 21 listopada 2012 | Los Angeles Galaxy                                  | 2:1   | Vancouver Whitecaps                      |                                                                              |
| 19:30 PDT         | Mike Magee 69' · Landon Donovan 73' (k)             | (0:1) | 3' Darren Mattocks                       | Home Depot Center, Carson, Kalifornia Widzów: 14 703 Sędzia: Silviu Petrescu |
| 19:30 PDT         | Vitor Gomes Pereira Júnior 43' · Marcelo Sarvas 87' | (0:1) | 72' Lee Young-pyo · 72' Fernando Bonjour | Home Depot Center, Carson, Kalifornia Widzów: 14 703 Sędzia: Silviu Petrescu |

### Ćwierćfinał

#### Para nr 1
| 12 listopada 2012 | Seattle Sounders                  | 0:0                                     | Real Salt Lake |                                                                               |
| 19:00 PDT         |                                   |                                         |                | CenturyLink Field, Seattle, Waszyngton Widzów: 34 941 Sędzia: Hilario Grajeda |
| 19:00 PDT         | Jeff Parke 45+2' · Brad Evans 54' | 53' Kyle Beckerman · 56' Javier Morales |                | CenturyLink Field, Seattle, Waszyngton Widzów: 34 941 Sędzia: Hilario Grajeda |

| 29 listopada 2012 | Real Salt Lake     | 0:1   | Seattle Sounders   |                                                                            |
| 19:30 MST         |                    | (0:0) | 81' Mario Martínez | Rio Tinto Stadium, Salt Lake City, Utah Widzów: 19 657 Sędzia: Chris Penso |
| 19:30 MST         | 51' Osvaldo Alonso | (0:0) |                    | Rio Tinto Stadium, Salt Lake City, Utah Widzów: 19 657 Sędzia: Chris Penso |

Dwumecz wygrało Seattle Sounders wynikiem 1:0.

#### Para nr 2
| 13 listopada 2012 | D.C. United           | 1:1   | New York Red Bulls                 |                                                             |
| 20:00 EDT         | Roy Miller 61' (sam.) | (0:0) | 65' (sam.) Bill Hamid              | RFK Stadium, Waszyngton Widzów: 17 556 Sędzia: Jair Marrufo |
| 20:00 EDT         | Andy Najar 71', 71'   | (0:0) | 23' Connor Lade · 75' Heath Pearce | RFK Stadium, Waszyngton Widzów: 17 556 Sędzia: Jair Marrufo |

| 28 listopada 2012 | New York Red Bulls      | 0:1   | D.C. United                        |                                                                         |
| 19:30 EST         |                         | (0:0) | 88' Nick DeLeon                    | Red Bull Arena, Harrison, New Jersey Widzów: 14 035 Sędzia: Mark Geiger |
| 19:30 EST         | Rafael Márquez 61', 75' | (0:0) | 69' Bill Hamid · 71' Lionard Pajoy | Red Bull Arena, Harrison, New Jersey Widzów: 14 035 Sędzia: Mark Geiger |

Dwumecz wygrało D.C. United wynikiem 2:1.

#### Para nr 3
| 14 listopada 2012 | Houston Dynamo                     | 2:0   | Sporting Kansas City |                                                                              |
| 14:30 CST         | Adam Moffat 18' · Will Bruin 75'   | (1:0) |                      | BBVA Compass Stadium, Houston, Teksas Widzów: 20 689 Sędzia: Edvin Jurisevic |
| 14:30 CST         | Calen Carr 27' · Kofi Sarkodie 73' | (1:0) | 42' Kei Kamara       | BBVA Compass Stadium, Houston, Teksas Widzów: 20 689 Sędzia: Edvin Jurisevic |

| 27 listopada 2012 | Sporting Kansas City               | 1:0   | Houston Dynamo                     |                                                                                    |
| 20:00 CST         | Seth Sinovic 64'                   | (0:0) |                                    | Livestrong Sporting Park, Kansas City, Kansas Widzów: 20 894 Sędzia: Allen Chapman |
| 20:00 CST         | Graham Zusi 26' · Chance Myers 56' | (0:0) | 41' Boniek García · 84' Corey Ashe | Livestrong Sporting Park, Kansas City, Kansas Widzów: 20 894 Sędzia: Allen Chapman |

Dwumecz wygrało Houston Dynamo wynikiem 2:1.

#### Para nr 4
| 14 listopada 2012 | Los Angeles Galaxy | 0:1   | San Jose Earthquakes   |                                                                              |
| 18:00 PST         |                    | (0:0) | 90+4' Víctor Bernárdez | Home Depot Center, Carson, Kalifornia Widzów: 27 000 Sędzia: Ricardo Salazar |
| 18:00 PST         | 17' Marvin Chávez  | (0:0) |                        | Home Depot Center, Carson, Kalifornia Widzów: 27 000 Sędzia: Ricardo Salazar |

| 27 listopada 2012 | San Jose Earthquakes                     | 1:3   | Los Angeles Galaxy                     |                                                                             |
| 20:00 PST         | Alan Gordon 82'                          | (0:3) | 21', 34' Robbie Keane · 39' Mike Magee | Stevens Stadium, Santa Clara, Kalifornia Widzów: 10 744 Sędzia: Kevin Stott |
| 20:00 PST         | Víctor Bernárdez 4' · Steven Lenhart 42' | (0:3) | 17' David Beckham · 41' Omar Gonzalez  | Stevens Stadium, Santa Clara, Kalifornia Widzów: 10 744 Sędzia: Kevin Stott |

Dwumecz wygrało Los Angeles Galaxy wynikiem 3:2.

### Półfinał

#### Para nr 1
| 111 listopada 2012 | Houston Dynamo                                          | 3:1   | D.C. United     |                                                                              |
| 17:00 CST          | André Hainault 52' · Will Bruin 68' · Kofi Sarkodie 81' | (0:1) | 27' Nick DeLeon | BBVA Compass Stadium, Houston, Teksas Widzów: 22 101 Sędzia: Ricardo Salazar |
| 17:00 CST          | Macoumba Kandji 76'                                     | (0:1) |                 | BBVA Compass Stadium, Houston, Teksas Widzów: 22 101 Sędzia: Ricardo Salazar |

| 218 listopada 2012 | D.C. United         | 1:1   | Houston Dynamo    |                                                                 |
| 16:00 EST          | Branko Bošković 83' | (0:1) | 34' Boniek García | RFK Stadium, Waszyngton Widzów: 20 015 Sędzia: Baldomero Toledo |

Dwumecz wygrało Houston Dynamo wynikiem 4:2.

#### Para nr 2
| 111 listopada 2012 | Los Angeles Galaxy                     | 3:0   | Seattle Sounders |                                                                           |
| 18:00 PST          | Robbie Keane 46', 67' · Mike Magee 64' | (1:0) |                  | Home Depot Center, Carson, Kalifornia Widzów: 27 000 Sędzia: Jair Marrufo |
| 18:00 PST          | 14' Jhon Kennedy Hurtado               | (1:0) |                  | Home Depot Center, Carson, Kalifornia Widzów: 27 000 Sędzia: Jair Marrufo |

| 218 listopada 2012 | Seattle Sounders                              | 2:1   | Los Angeles Galaxy   |                                                                           |
| 18:00 PST          | Eddie Johnson 12' · Zach Scott 57'            | (0:0) | 68' (k) Robbie Keane | CenturyLink Field, Seattle, Waszyngton Widzów: 44 575 Sędzia: Mark Geiger |
| 18:00 PST          | Eddie Johnson 68' · Osvaldo Alonso 74', 90+5' | (0:0) |                      | CenturyLink Field, Seattle, Waszyngton Widzów: 44 575 Sędzia: Mark Geiger |

Dwumecz wygrało Los Angeles Galaxy wynikiem 4:2.

### Finał
| 1 grudnia 2012 | Los Angeles Galaxy                                                  | 3:1   | Houston Dynamo                       |                                                                              |
| 13:30 PST      | Omar Gonzalez 61' · Landon Donovan 65' (k) · Robbie Keane 90+4' (k) | (0:1) | 44' Calen Carr                       | Home Depot Center, Carson, Kalifornia Widzów: 30 515 Sędzia: Silviu Petrescu |
| 13:30 PST      | Landon Donovan 90+2'                                                | (0:1) | 64' Bobby Boswell · 90+3' Tally Hall | Home Depot Center, Carson, Kalifornia Widzów: 30 515 Sędzia: Silviu Petrescu |